# Nehodiv
Nehodiv település Csehországban, a Klatovyi járásban. Nehodiv Myslív és Plánice településekkel határos. Lakosainak száma 76 fő (2024. január 1.).

## Népesség
A település lakosságának változását az alábbi diagram mutatja:
| Lakosok száma | 277  | 306  | 262  | 168  | 94   | 67   | 72   | 78   | 65   | 76   |
|               | 1869 | 1900 | 1921 | 1961 | 1980 | 2011 | 2016 | 2019 | 2021 | 2024 |